# Stack Exchange
Stack Exchange là mạng lưới các trang web hỏi và trả lời (Q&A) về các chủ đề trong các lĩnh vực đa dạng, mỗi trang bao gồm một chủ đề cụ thể, nơi các câu hỏi, câu trả lời và người dùng phải tuân theo quy trình thưởng danh tiếng. Hệ thống danh tiếng cho phép các trang web tự kiểm duyệt. Kể từ tháng 8 năm 2019, ba trang web được xem tích cực nhất trong mạng là Stack Overflow, Super User  và Ask Ubuntu.
Tất cả các trang web trong mạng đều được mô phỏng theo trang web ban đầu Stack Overflow, một trang Hỏi & Đáp cho các câu hỏi về lập trình máy tính do Jeff Atwood và Joel Spolsky tạo ra. Các trang web Hỏi & Đáp khác trong mạng được thiết lập, xác định và cuối cùng  –    nếu thấy có liên quan  –    được tạo ra bởi người dùng đã đăng ký thông qua một trang web đặc biệt có tên Area 51.
Các đóng góp của người dùng kể từ ngày 2 tháng 5 năm 2018 được cấp phép theo Creative Commons Attribution-ShareAlike 4.0 International, trong khi nội dung cũ hơn theo Creative Commons Attribution-ShareAlike 3.0 Unported.

## Lịch sử

### Thành lập và phát triển
Năm 2008, Jeff Atwood và Joel Spolsky đã tạo ra Stack Overflow, một trang web hỏi đáp dành cho các câu hỏi về lập trình máy tính, được họ mô tả là một sự thay thế cho diễn đàn lập trình viên Expert-Exchange. Năm 2009, họ bắt đầu bổ sung các trang web dựa trên mô hình Stack Overflow: Server Fault cho các câu hỏi liên quan đến quản trị hệ thống và Super User cho các câu hỏi từ những người sử dụng máy tính thành thạo.
Vào tháng 9 năm 2009, công ty của Spolsky, Fog Creek Software, đã phát hành phiên bản beta của nền tảng Stack Exchange 1.0  như một cách để các bên thứ ba tạo cộng đồng của riêng họ dựa trên phần mềm đằng sau Stack Overflow, với phí hàng tháng. Dịch vụ nhãn trắng này không thành công, với ít khách hàng và cộng đồng đang phát triển chậm.
Vào tháng 5 năm 2010, Stack Overflow (với tư cách là công ty mới của riêng mình) đã huy động được 6 triệu đô la Mỹ vốn đầu tư mạo hiểm từ Union Square Ventures và các nhà đầu tư khác, đồng thời chuyển trọng tâm sang phát triển các trang web mới để trả lời các câu hỏi về các chủ đề cụ thể, Stack Exchange 2.0. Người dùng bỏ phiếu cho các chủ đề trang web mới trong một khu vực tổ chức được gọi là Khu vực   51, nơi các thuật toán xác định chủ đề trang web được đề xuất nào có khối lượng quan trọng và nên được tạo. Vào tháng 11 năm 2010, các chủ đề của trang web Stack Exchange trong "thử nghiệm beta" bao gồm vật lý, toán học và viết văn. Stack Exchange ra mắt công khai vào tháng 1 năm 2011 với 33 trang Web; Nó có 27 nhân viên  và 1,5 triệu người dùng vào thời điểm đó, và nó bao gồm cả quảng cáo. Vào thời điểm đó, nó được so sánh với Quora, được thành lập vào năm 2009, tương tự chuyên về các câu trả lời của chuyên gia. Các trang web cạnh tranh khác bao gồm WikiAnswers và Yahoo! Hỏi và đáp.
Vào tháng 2 năm 2011, Stack Overflow đã phát hành một bảng công việc liên quan có tên là Careers 2.0, tính phí cho các nhà tuyển dụng để có quyền truy cập, sau này được đổi tên thành Stack Overflow Careers. Vào tháng 3 năm 2011, Stack Overflow đã huy động được 12 triệu đô la Mỹ trong nguồn vốn đầu tư mạo hiểm bổ sung và công ty đã đổi tên thành Stack Exchange, Inc. Nó có trụ sở tại Manhattan, Thành phố New York. Vào tháng 2 năm 2012, Atwood rời công ty.
Vào ngày 18 tháng 4 năm 2013, CipherCloud đã ban hành thông báo gỡ xuống theo Đạo luật Bản quyền Thiên niên kỷ Kỹ thuật số (DMCA) nhằm ngăn chặn thảo luận về các điểm yếu có thể có của thuật toán mã hóa của họ. Cuộc thảo luận của nhóm Stack Exchange Crypto về thuật toán đã bị kiểm duyệt, nhưng sau đó nó đã được khôi phục mà không có hình ảnh.
Tính đến  tháng 9 năm 2015, "Stack Exchange" không còn đề cập đến công ty, chỉ có mạng lưới các trang web hỏi đáp. Thay vào đó, công ty hiện được gọi là Stack Overflow.
Vào năm 2016, Stack Exchange đã thêm một loạt các trang web mới để vượt qua ranh giới của trang web hỏi và trả lời điển hình. Ví dụ: Puzzle cung cấp một nền tảng cho những người dùng đã biết câu trả lời cho các câu hỏi để thách thức đồng nghiệp của họ giải quyết vấn đề, không giống như các trang web Hỏi - Đáp truyền thống nơi người đăng không biết câu trả lời.